# Leuchtturm Nida
Der Leuchtturm Nida (litauisch Nidos švyturys) steht westlich von Nida (deutsch NIdden) auf Urbas Berg (Höhe 51 Meter), einer hohen Düne der Kurischen Nehrung. Sein Signal dient der Navigation auf der Ostsee und im Kurischen Haff.

## Geschichte
Erst nach der endgültigen Befreiung Europas und dem Sturz Napoleons kam es in Preußen mit dem Deutschen Bund zur Bildung eines lockeren Bündnisses von Staaten. Unter der Leitung von Peter Beuth auf der „Stelle eines vortragenden Raths bei der General Verwaltung für Gewerbe und Handel“ wurde eine umfangreiche Befeuerung der preußischen Küste begonnen. Nach der Turmerhöhung Memel (1819) wurden neu erbaut Rixhöft (1822), Arcona (1824), Hela (1826) und Jershöft (1830). In der nachfolgenden Zeit bis zur Jahrhundertwende sind weit mehr als 20 Seefeuer an der deutschen Küste in Dienst gestellt worden.
Der ursprüngliche Leuchtturm von Nidden wurde nach den deutschen Einigungskriegen in den 1870er Jahren zur Zeit des Deutschen Reichs begonnen. Er ging erstmals am 24. Oktober 1874 in Betrieb. Er war 27 Meter hoch, hatte ein achteckiges Fundament und Turmschaft aus rotem Klinker. Er erreichte eine Feuerhöhe von 68 Metern.
Die Laterne bestand aus einem Fresnel’schen lichtoptischen Apparat I. Ordnung, 24-teilig mit einem ölbetriebenen 5-dochtigen Farquhar’schen Brenner, der ein Blinkfeuer von 10 zu 10 Sekunden erzeugte.
In der Zwischenkriegszeit gehörte der Leuchtturm mit der Abtrennung des Memellandes von 1923 bis 1939 zum unabhängigen Litauen.
Mit dem Gedicht Niddener Leuchtturm setzte der Hauptlehrer und Chronist der Nidder Schule Henry Fuchs 1923 ein poetisches Denkmal seiner Heimat.
1944, zum Ende des Zweiten Weltkriegs, sprengten abziehende deutsche Soldaten den Leuchtturm. Nidden und die gesamte Kurische Nehrung wurde durch die russischen Soldaten besetzt und als Sperrgebiet bis 1961 erklärt. Der Turm wurde 1945 provisorisch wieder aufgebaut und 1953, in der Sowjetzeit, komplett neu gebaut. Der heutige Leuchtturm besteht aus Stahlbeton mit horizontalen roten und weißen Streifen. Die optische Linse wurde in Isjum (Ukraine), bekannt für seine optische Industrie, hergestellt. Die Optik errang zuvor auf einer Ausstellung in Frankreich eine Auszeichnung. Ab Ende 2016 wurde die alte Optik durch drei große LED-Leuchten, zwei zur See-, eine zur Haff-Seite, ersetzt.

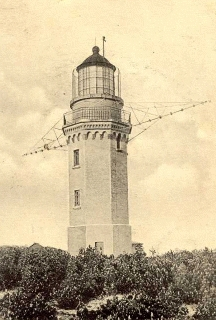
Alte Postkarte
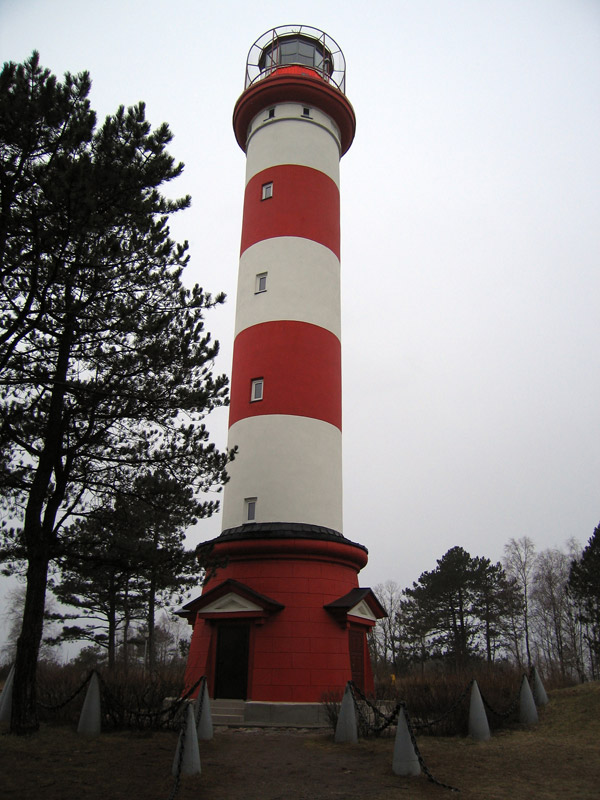
Leuchtturm, 2006
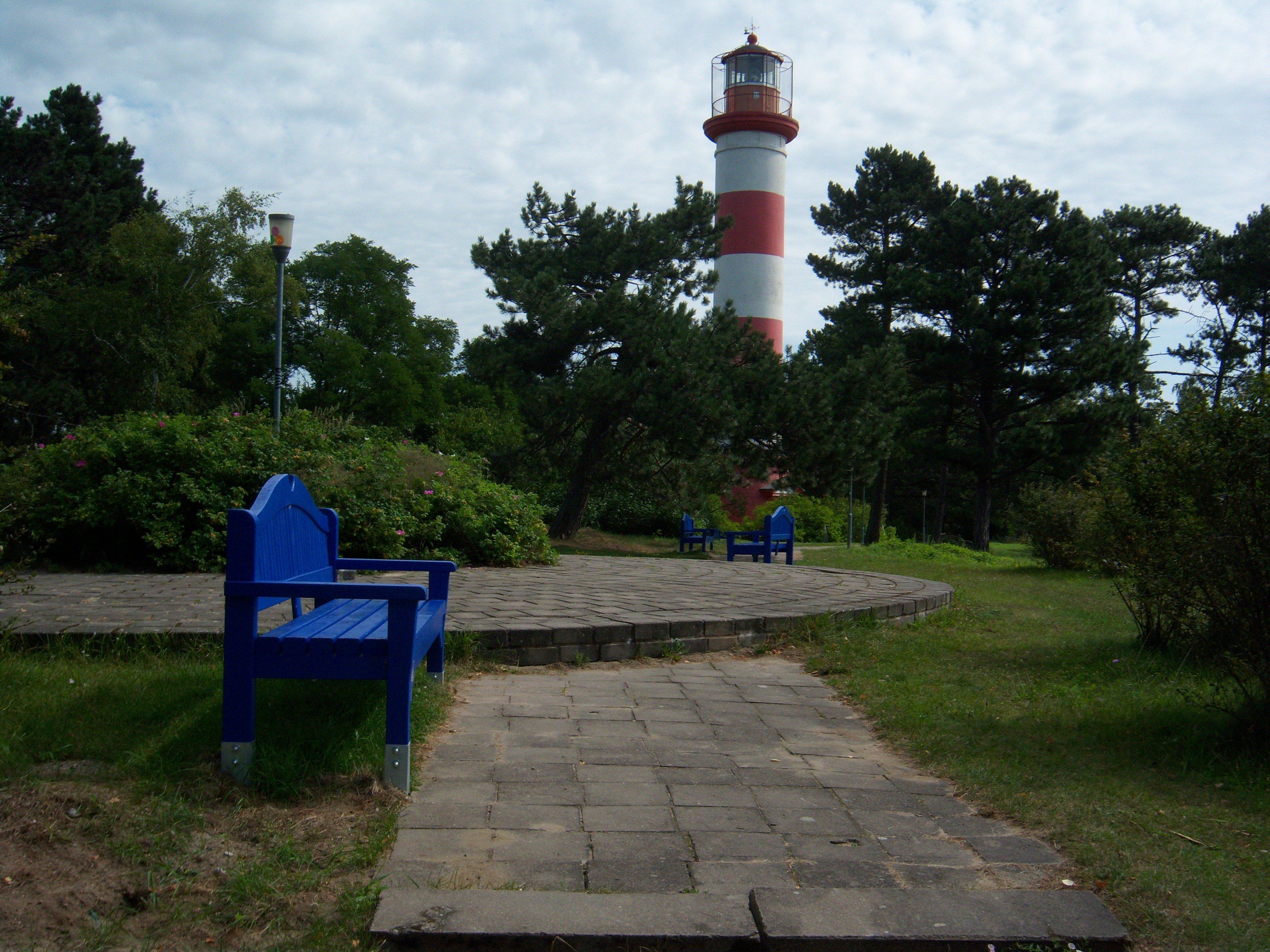
Auf dem Berg, 2013

Nach Erlangung der litauischen Unabhängigkeit 1991 wurde ein sehr erfolgreicher Wieder- und Neuaufbau, besonders in touristischer Hinsicht, betrieben. Dazu trägt auch der Turm auf dem Urbas Berg am Rande des Nerija-Nationalparks als Ausflugsziel bei.
2022 ist der Komplex in die Liste der historischen, archäologischen und kulturellen Objekte von nationaler Bedeutung (ID-Code 41560) aufgenommen worden.
Der Leuchtturm wird durch die Litauische Verwaltung für sichere Schifffahrt, eine dem litauischen Verkehrsministerium unterstellte nationale Aufsichtsbehörde für die Sicherheit der Schifffahrt in Litauen, verwaltet. Die Unterhaltung und der Betrieb obliegen der ab 2001 reorganisierten Hafenverwaltung von Kleipeda.